# Dobrosinci
Dobrosinci (macedónul: Доброшинци) település Észak-Macedóniában, a Délkeleti körzetben, a Vaszilevói járásban.

## Népesség
| Lakosok száma | 756  | 809  | 682  | 897  | 957  | 885  | 936  | 678  |
|               | 1948 | 1953 | 1971 | 1981 | 1991 | 1994 | 2002 | 2021 |

- 2002-ben 936 lakosa volt, akik közül 754 macedón és 182 török.